# KEIRINグランプリ'93
KEIRINグランプリ'93（けいりんぐらんぷりきゅうじゅうさん）は1993年12月30日に立川競輪場で開催されたKEIRINグランプリである。優勝賞金3560万円。

## 出場選手
| 車番 | 選手       | 登録地 |
| ---- | ---------- | ------ |
| 1    | 神山雄一郎 | 栃木   |
| 2    | 吉岡稔真   | 福岡   |
| 3    | 鈴木誠     | 千葉   |
| 4    | 海田和裕   | 三重   |
| 5    | 俵信之     | 北海道 |
| 6    | 松本整     | 京都   |
| 7    | 滝澤正光   | 千葉   |
| 8    | 高木隆弘   | 神奈川 |
| 9    | 井上茂徳   | 佐賀   |

## 競走内容
前年度優勝、一年中安定した強さを見せつけ競輪祭で優勝した吉岡稔真と、地元開催のオールスター競輪で悲願のGI初優勝を飾った神山雄一郎との対決が大きな注目を集めた。また高木隆弘、海田和裕といった若手選手がGI優勝により初出場を果たしたほか、俵信之がこの年すべてのGIの決勝戦に進出する安定した成績を残し出場を決めた。
レースは高木-鈴木-滝澤、神山-俵、海田-松本、吉岡-井上の四分戦。打鐘後、海田-松本が先頭に立ち、その後ろは南関ラインが崩れ、高木-滝澤の並びとなる。最終ホームで吉岡-井上のラインが一気にカマし、最終バックで吉岡が先頭に立つ。2センターでは吉岡-井上-松本-（内）海田・（外）高木-滝澤の並びとなった後、最終4コーナーで高木が仕掛け、その勢いに乗った滝澤が吉岡と高木の中を割り、ゴール寸前で捉えて優勝した。

## 競走結果
| 着順 | 選手       | 決まり手 |
| ---- | ---------- | -------- |
| 1    | 滝澤正光   | 差       |
| 2    | 吉岡稔真   | 逃       |
| 3    | 高木隆弘   |          |
| 4    | 井上茂徳   |          |
| 5    | 神山雄一郎 |          |
| 6    | 松本整     |          |
| 7    | 鈴木誠     |          |
| 8    | 俵信之     |          |
| 9    | 海田和裕   |          |

### 配当金額
| 枠単 | 5-2 | 5380円 |

## エピソード
- 当時、地上波の中継番組では福井豊治が実況を担当することが多かったが、福井が担当した最後のKEIRINグランプリとなった。（翌1994年没）

- GP単体の売上は、82億6129万9500円[2]。目標の70億円を大幅に突破した。

- シリーズ三日間の売り上げは、177億2184万5200円となった。

### 競走データ
- 滝澤はゴール後、激しくガッツポーズを行ったが、2着の吉岡との着差は微差であり、写真判定に時間を要した。

- 滝澤は表彰式後に上半身裸になってウイニングランを行ったが、7年後の2000年に同じ立川競輪場で開催されたKEIRINグランプリ2000では優勝した児玉広志が滝澤同様上半身裸でウイニングランを行っている。なお、滝澤にとって最後の特別競輪制覇となった。